# Маунт-Гелзі (Огайо)
Маунт-Гелзі (англ. Mount Healthy) — місто (англ. city) в США, в окрузі Гамільтон штату Огайо. Населення — 6996 осіб (2020).

## Географія
Маунт-Гелзі розташований за координатами 39°14′2″ пн. ш. 84°32′51″ зх. д. / 39.23389° пн. ш. 84.54750° зх. д. (39.233752, -84.547480).  За даними Бюро перепису населення США в 2010 році місто мало площу 3,64 км², уся площа — суходіл.

## Демографія
Згідно з переписом 2010 року, у місті мешкало 6098 осіб у 2716 домогосподарствах у складі 1454 родин. Густота населення становила 1674 особи/км².  Було 3034 помешкання (833/км²).
Расовий склад населення:
| - 62,4 % — білих - 33,0 % — чорних або афроамериканців - 0,7 % — азіатів - 0,2 % — корінних американців - 0,1 % — вихідців з тихоокеанських островів |

До двох чи більше рас належало 2,6 %. Частка іспаномовних становила 1,9 % від усіх жителів.
За віковим діапазоном населення розподілялося таким чином: 22,9 % — особи молодші 18 років, 58,9 % — особи у віці 18—64 років, 18,2 % — особи у віці 65 років та старші. Медіана віку мешканця становила 40,0 року. На 100 осіб жіночої статі у місті припадало 81,4 чоловіків;  на 100 жінок у віці від 18 років та старших — 74,7 чоловіків також старших 18 років.
Середній дохід на одне домашнє господарство  становив 40 596 доларів США (медіана — 33 321), а середній дохід на одну сім'ю — 52 439 доларів (медіана — 41 850). Медіана доходів становила 38 100 доларів для чоловіків та 36 261 долар для жінок. За межею бідності перебувало 24,5 % осіб, у тому числі 36,0 % дітей у віці до 18 років та 25,9 % осіб у віці 65 років та старших.
Цивільне працевлаштоване населення становило 2576 осіб. Основні галузі зайнятості: освіта, охорона здоров'я та соціальна допомога — 28,3 %, роздрібна торгівля — 11,1 %, виробництво — 10,8 %.